# Leucanopsis domara
Leucanopsis domara är en fjärilsart som beskrevs av William Schaus 1941. Leucanopsis domara ingår i släktet Leucanopsis och familjen björnspinnare. Inga underarter finns listade i Catalogue of Life.